# Petrivske, Vilneansk
Petrivske (în ucraineană Петрівське) este un sat în comuna Liubîmivka din raionul Vilneansk, regiunea Zaporijjea, Ucraina.

## Demografie
Componența lingvistică a localității Petrivske
     Ucraineană (95,68%)
     Rusă (4,32%)
Conform recensământului din 2001, majoritatea populației localității Petrivske era vorbitoare de ucraineană (95,68%), existând în minoritate și vorbitori de rusă (4,32%).